# Horrea Agrippiana
Horrea Agrippiana var en stor förrådsbyggnad vid Vicus Tuscus på södra Forum Romanum i antikens Rom. Byggnaden uppfördes av fältherren och konsuln Marcus Vipsanius Agrippa (63–12 f.Kr.) under Augustus.